# 323-я стрелковая дивизия
323-я стрелковая дивизия — воинское соединение РККА, принимавшее участие в Великой Отечественной войне в составе 10-й, 16-й, 11-й, 6-й, 3-й, 33-й армий.

## История
Формировалась согласно директиве НКО СССР от 11 августа 1941 года в г. Тамбове, с 17 августа по 1 октября 1941 года.

## Награды дивизии
- 17 сентября 1943 года — «Брянская» — почётное наименование присвоено приказом Верховного Главнокомандующего от 17 сентября 1943 года за отличие в боях при форсировании реки Десна и освобождение города Брянск.
- 9 августа 1944 года —  Орден Красного Знамени — награждена указом Президиума Верховного Совета СССР от 9 августа 1944 года за образцовое выполнение заданий командования в боях с немецкими захватчиками, за овладение городом Белосток и проявленные при этом доблесть и мужество.[1]
- 19 февраля 1945 года —  Орден Суворова II степени — награждена указом Президиума Верховного Совета СССР от 19 февраля 1945 года за образцовое выполнение боевых заданий командования в боях с немецкими захватчиками при прорыве обороны немцев южнее Варшавы и проявленные при этом доблесть и мужество.[2]

Награды частей дивизии:
- 1086-й стрелковый Краснознамённый[3] полк
- 1088-й стрелковый Белостокский[4] Краснознамённый[5] полк
- 1090-й стрелковый ордена Суворова[5] полк

## Состав
- 1086-й стрелковый полк
- 1088-й стрелковый полк
- 1090-й стрелковый полк
- 892-й артиллерийский полк
- 298-й отдельный самоходный артиллерийский дивизион (с 19 октября 1944 года)
- 298-й отдельный истребительно-противотанковый дивизион (до 9 сентября 1944 года)
- 291-я зенитная батарея (616-й отдельный зенитный артиллерийский дивизион) — до 20 марта 1943 года
- 391-я отдельная разведывательная рота
- 609-й отдельный сапёрный батальон
- 780-й отдельный батальон связи (442 отдельная рота связи)
- 414-й медико-санитарный батальон
- 407-я отдельная рота химической защиты
- 394-я автотранспортная рота
- 183-я полевая хлебопекарня
- 752-й дивизионный ветеринарный лазарет
- 1408-я полевая почтовая станция
- 770-я полевая касса Государственного банка СССР

Периоды вхождения в состав Действующей армии:
- 2 декабря 1941 года — 27 апреля 1943 года
- 12 июля 1943 года — 9 сентября 1944 года
- 19 октября 1944 года — 9 мая 1945 года

Перечень № 5 Стрелковых, горнострелковых, мотострелковых и моторизованных дивизий, входивших в состав действующей армии в годы Великой Отечественной войны 1941—1945 гг. / А. П. Покровский. — М.: Министерство обороны, 1956. — 218 с.

## Подчинение
| Дата             | Фронт (округ)                                                | Армия       | Корпус                 | Примечания   |
| ---------------- | ------------------------------------------------------------ | ----------- | ---------------------- | ------------ |
| 01.09. 1941 года | Орловский военный округ                                      | —           | —                      | Формирование |
| 01.10. 1941 года | Орловский военный округ                                      | —           | —                      | Формирование |
| 01.11. 1941 года | Резерв Ставки Верховного Главнокомандования                  | —           | —                      | —            |
| 01.12. 1941 года | Западный фронт                                               | 10-я армия  | —                      | —            |
| 01.01. 1942 года | Западный фронт                                               | 10-я армия  | —                      | —            |
| 01.02. 1942 года | Западный фронт                                               | 16-я армия  | —                      | —            |
| 01.03. 1942 года | Западный фронт                                               | 16-я армия  | —                      | —            |
| 01.04. 1942 года | Западный фронт                                               | 16-я армия  | —                      | —            |
| 01.05. 1942 года | Западный фронт                                               | 10-я армия  | —                      | —            |
| 01.06. 1942 года | Западный фронт                                               | 10-я армия  | —                      | —            |
| 01.07. 1942 года | Западный фронт                                               | 10-я армия  | —                      | —            |
| 01.08. 1942 года | Западный фронт                                               | 10-я армия  | —                      | —            |
| 01.09. 1942 года | Западный фронт                                               | 10-я армия  | —                      | —            |
| 01.10. 1942 года | Западный фронт                                               | 10- я армия | —                      | —            |
| 01.11. 1942 года | Западный фронт                                               | 10- я армия | —                      | —            |
| 01.12. 1942 года | Западный фронт                                               | 10- я армия | —                      | —            |
| 01.01. 1943 года | Западный фронт                                               | 10- я армия | —                      | —            |
| 01.02. 1943 года | Западный фронт                                               | 10-я армия  | —                      | —            |
| 01.03. 1943 года | Западный фронт                                               | 16-я армия  | —                      | —            |
| 01.04. 1943 года | Западный фронт                                               | 16-я армия  | —                      | —            |
| 01.05. 1943 года | Резерв Ставки Верховного Главнокомандования                  | —           | —                      | —            |
| 01.06. 1943 года | Отдельные армии резерва Ставки Верховного Главнокомандования | 11-я армия  | —                      | —            |
| 01.07. 1943 года | Отдельные армии резерва Ставки Верховного Главнокомандования | 11-я армия  | —                      | —            |
| 01.08.1943 года  | Брянский фронт                                               | 11-я армия  | —                      | —            |
| 01.09.1943 года  | Брянский фронт                                               | 11-я армия  | 25-й стрелковый корпус | —            |
| 01.10.1943 года  | Брянский фронт                                               | 11-я армия  | 25-й стрелковый корпус | —            |
| 01.11.1943 года  | Брянский фронт                                               | 11-я армия  | 53-й стрелковый корпус | —            |
| 01.12.1943 года  | Брянский фронт                                               | 11-я армия  | 53-й стрелковый корпус | —            |
| 01.01.1944 года  | Белорусский фронт                                            | 63-я армия  | 53-й стрелковый корпус | —            |
| 01.02.1944 года  | Белорусский фронт                                            | 63-я армия  | 35-й стрелковый корпус | —            |
| 01.03.1944 года  | 1-й Белорусский фронт                                        | 3-я армия   | 40-й стрелковый корпус | —            |
| 01.04.1944 года  | 1-й Белорусский фронт                                        | 3-я армия   | 35-й стрелковый корпус | —            |
| 01.05.1944 года  | 1-й Белорусский фронт                                        | 3-я армия   | 35-й стрелковый корпус | —            |
| 01.06.1944 года  | 1-й Белорусский фронт                                        | 3-я армия   | 35-й стрелковый корпус | —            |
| 01.07.1944 года  | 1-й Белорусский фронт                                        | 3-я армия   | 35-й стрелковый корпус | —            |
| 01.08.1944 года  | 2-й Белорусский фронт                                        | 3-я армия   | 35-й стрелковый корпус | —            |
| 01.09.1944 года  | 2-й Белорусский фронт                                        | 3-я армия   | 35-й стрелковый корпус | —            |
| 01.10.1944 года  | Резерв Ставки Верховного Главнокомандования                  | 33-я армия  | 38-й стрелковый корпус | —            |
| 01.11.1944 года  | 1-й Белорусский фронт                                        | 33-я армия  | 38-й стрелковый корпус | —            |
| 01.12.1944 года  | 1-й Белорусский фронт                                        | 33-я армия  | 38-й стрелковый корпус | —            |
| 01.01.1945 года  | 1-й Белорусский фронт                                        | 33-я армия  | 38-й стрелковый корпус | —            |
| 01.02.1945 года  | 1-й Белорусский фронт                                        | 33-я армия  | 38-й стрелковый корпус | —            |
| 01.03.1945 года  | 1-й Белорусский фронт                                        | 33-я армия  | —                      | —            |
| 01.04.1945 года  | 1-й Белорусский фронт                                        | 33-я армия  | 16-й стрелковый корпус | —            |
| 01.05.1945 года  | 1-й Белорусский фронт                                        | 33-я армия  | 16-й стрелковый корпус | —            |

## Командиры
- Гарцев, Иван Алексеевич (01.08.1941 — 09.07.1943), полковник, с 17.11.1942 генерал-майор
- Нарышкин, Иван Осипович (10.07.1943 — 16.08.1943), полковник
- Бахтизин, Ахтям Муссалимович (16.08.1943), полковник
- Украинец, Сергей Фёдорович (18.08.1943 — 13.12.1943), полковник
- Черяк, Абрам Михайлович (14.12.1943 — 17.05.1944), полковник
- Маслов, Василий Тимофеевич (24.05.1944 — 09.05.1945), генерал-майор.

## Отличившиеся воины дивизии
Герои Советского Союза
- Жуков, Василий Петрович, старший сержант, командир пулемётного расчёта пулемётной роты 1090-го стрелкового полка.
- Индряков, Иван Васильевич, лейтенант, командир батареи 76-мм пушек 1086-го стрелкового полка.
- Климов, Иван Васильевич, майор, командир батальона 1090-го стрелкового полка.
- Ковалёв, Дмитрий Иванович, красноармеец, стрелок 1086-го стрелкового полка.
- Кулясов, Александр Петрович, капитан, командир батальона 1086-го стрелкового полка.
- Маслов, Василий Тимофеевич, генерал-майор, командир дивизии.
- Матвеев, Иван Степанович, подполковник, командир 1086-го стрелкового полка.
- Пономарчук, Лаврентий Петрович, майор, командир дивизиона 892-го артиллерийского полка.
- Стрелец, Фёдор Михайлович, красноармеец, стрелок 1090-го стрелкового полка.
- Шомин, Александр Константинович, старший сержант, помощник командира взвода 1090-го стрелкового полка.

 Кавалеры ордена Славы трёх степеней
- Айрапетян, Вагаршак Караевич, красноармеец, сапёр 1090-го стрелкового полка
- Андриенко, Александр Егорович, красноармеец, разведчик 1086-го стрелкового полка
- Афанасьев, Иван Ильич, старший сержант, помощник командира взвода 1086-го стрелкового полка
- Байтурсунов, Насир, сержант, командир расчёта 45-мм пушки 1086-го стрелкового полка
- Ветров, Семён Петрович, ефрейтор, разведчик 391-й отдельной разведывательной роты
- Воронов, Пётр Яковлевич, старший сержант, командир расчёта 76-мм орудия 1086-го стрелкового полка
- Горовой, Евмен Михайлович, старшина, старшина роты 1088-го стрелкового полка
- Ефименко, Иван Тихонович, сержант, командир отделения разведки 892-го артиллерийского полка
- Капитанов, Иван Трофимович, старший сержант, командир орудийного расчёта батареи 45-мм пушек 1086-го стрелкового полка
- Лобанов, Тимофей Васильевич, ефрейтор, разведчик 391-й отдельной разведывательной роты
- Панов, Геннадий Назарович, ефрейтор, разведчик 391-й отдельной разведывательной роты
- Пантелеев, Яков Елизарович, красноармеец, сапёр 1090-го стрелкового полка.
- Семёнов, Николай Иванович, старший сержант, помощник командира взвода стрелковой роты 1086-го стрелкового полка
- Чернышёв, Иван Иванович, сержант, командир отделения разведки 391-й отдельной разведывательной роты
- Яранцев, Игорь Семёнович, старший сержант, заряжающий самоходной артиллерийской установки 298-го отдельного самоходного артиллерийского дивизиона